# Heterospilus bribri
Heterospilus bribri (лат.) — вид наездников рода Heterospilus из подсемейства Doryctinae семейства бракониды (Braconidae). Встречаются в Центральной Америке: эндемик Коста-Рики.

## Описание
Мелкие перепончатокрылые насекомые, длина от 2,5 до 3,5 мм. Голова коричневая (лицо и глазные орбиты жёлтые); ноги и скапус жёлтые (скапус без коричневой латеральной продольной полоски), флагеллум коричневый. Пронотум светло-коричневый. Брюшко в основном коричневое; апикальные части 3-6 тергитов жёлтые, 2-й тергит от коричневого до желтого цвета. Вертекс и лоб поперечно бороздчатые; лицо гладкое, 4-7-й метасомальные тергиты гранулированные у основания, но гладкие в вершинной части. Скутеллюм гранулированный. Маларное пространство больше чем 0,25 от высоты глаза. Жгутик состоит из 26—31 члеников. Расстояние между оцеллием и сложным глазом равно примерно 2,5-кратному диаметру бокового оцеллия. Яйцеклад равен примерно длине брюшка. В переднем крыле развита радиомедиальная жилка. Передняя голень с единственным рядом коротких шипиков вдоль переднего края. На задних тазиках ног есть отчётливый антеровентральный базальный выступ, вертекс головы сбоку у глаз нерезко угловатый. Предположительно, как и другие виды рода Heterospilus, паразитируют на жуках или бабочках. Вид был впервые описан в 2013 году американским гименоптерологом Полом Маршем (Paul M. Marsh; Норт-Ньютон, Канзас, США) с группой американских коллег-энтомологов (Wild Alexander L., Whitfield James B.; Иллинойсский университет в Урбане-Шампейне, Эрбана, Иллинойс, США) и назван в честь коста-риканского народа Брирби (Bribri). От близких видов Heterospilus bribri отличается килями в прескутеллярном пространстве и гранулированными метасомальными тергитами, а также жилкованием крыльев (жилка r переднего крыла короче, чем жилка 3RSa; в заднем крыле присутствует жилка SC+R, а жилка M+CU короче жилки 1M).